# Faith (песня Стиви Уандера)
«Faith» (англ.  Верю) — песня американского поп-исполнителя Стиви Уандера, ставшая одним из основных хитов из саундтрека мультфильма Зверопой 2017 года. Сингл был записан 66-летней живой музыкальной легендой в 2016 году при участии 22-летней певицы Арианы Гранде и вышел 4 ноября 2016 года. Песню написали Райан Теддер, Бенни Бланко и Фрэнсис Старлайт, а продюсером были Райан Теддер и Бенни Бланко. Номинация на Золотой глобус и золотая сертификация FIMI в Италии.

## История
Песня была анонсирована в качестве первого сингла с саундтрека Sing: Original Motion Picture Soundtrack, с основным вокалом американского певца Стиви Уандера и при участии певицы Арианы Гранде.
Песня была номинирована на премию Золотой глобус в категории  За лучшую оригинальную песню.

## Чарты
| Чарт (2016-17)                             | Высшая позиция |
| ------------------------------------------ | -------------- |
| Бельгия/Фландрия (Ultratip Bubbling Under) | 39             |
| Франция (SNEP)                             | 103            |
| Израиль (Media Forest)                     | 1              |
| Италия (FIMI)                              | 51             |
| Япония (Billboard Japan Hot 100)           | 48             |
| Польша (Polish Airplay Top 100)            | 24             |
| Шотландия (OCC Scotland)                   | 64             |

## Сертификации
| Регион                                                                      | Сертификация | Продажи |
| --------------------------------------------------------------------------- | ------------ | ------- |
| Италия (FIMI)                                                               | Золотой      | 25 000  |
| Данные о продажах + прослушиваниях приведены только на основе сертификации. |              |         |

## История релиза
| Регион | Дата          | Формат                 | Лейбл                      | Ссылка |
| ------ | ------------- | ---------------------- | -------------------------- | ------ |
| США    | 4 ноября 2016 | CD digital download    | Universal Studios Republic |        |
| Италия | 4 ноября 2016 | Contemporary hit radio | Universal                  | [ 14 ] |